# Ланской, Павел Петрович
Павел Петрович Ланской (1792—1873) — русский дворянин, генерал от кавалерии, член Военного совета, брат генералов Петра и Сергея Ланских.

## Биография
Родился в 1792 году в семье подполковника (впоследствии — обер-прокурора Сената и статского советника) Петра Сергеевича Ланского (1752—1805) и его жены Елизаветы Романовны, урождённой Лепарской (1770 — после 1838). Его младший брат, Пётр Петрович Ланской, второй муж вдовы Пушкина Натальи Гончаровой, был генералом от кавалерии и в 1865 году исполнял должность Санкт-Петербургского генерал-губернатора.
Воспитывался в доме родителей, хотя был зачислен в Пажеский корпус. В 1809 году поступил юнкером в Кавалергардский полк, в 1810 году был произведён в эстандарт-юнкера, в 1811 году в корнеты. С началом в 1812 году Отечественной войны Ланской вместе с полком участвовал в различных сражениях — при Витебске, Смоленске, Бородино, под Малоярославцем и под Красным, под Плещеницами.
После изгнания французов из России Ланской совершил поход в Германию, где участвовал в сражениях при Лютцене, Бауцене, Дрездене, Кульме и Лейпциге. В течение одного 1813 года Ланской был произведён в поручики, штабс-ротмистры и ротмистры, награждён орденом св. Владимира 4-й степени с бантом и особым знаком отличия прусского Железного креста. По переходе русских войск через Рейн в 1814 году Ланской участвовал в битве при Фершампенуазе и при взятии Парижа. Среди прочих наград за отличия против Наполеона Ланской имел ордена св. Анны 4-й (в 1812 году), 3-й (в 1813 году) и 2-й (в 1814 году) степеней.
В 1820 году произведён в полковники. 14 декабря 1825 года находился в строю правительственных войск, собранных 14 декабря 1825 года на Дворцовой и Исаакиевской площадях и после выступления декабристов назначен был флигель-адъютантом Его Величества.
29 сентября 1828 года Ланской был произведён в генерал-майоры с назначением состоять по кавалерии при начальнике 1-й кирасирской дивизии. При формировании в 1831 году резервных войск, Ланской был назначен начальником резервных эскадронов гвардейской кавалерии, затем был назначен командиром Образцового кавалерийского полка. В продолжение его командования этот полк снабжал российскую кавалерию отличными военными инструкторами и всегда находился в блестящем состоянии. П. П. Ланской не щадил на содержание полка своих денег и вошёл в немалые долги, в особенности после пожара, от которого очень пострадало имущество одного из эскадронов полка.
В 1837 году Ланской был произведён в генерал-лейтенанты и назначен заведующим Образцовым кавалерийским полком и начальником 1-й легкой гвардейской кавалерийской дивизии, которой командовал 11 лет.
24 октября 1848 года Ланской был назначен командиром гвардейского резервного кавалерийского корпуса, но уже в 1849 году по болезни был уволен от службы с пенсионом. По прошествии полутора месяцев он, по воле императора Николая I, ввиду начинавшейся Венгерской кампании, был вновь определён на службу и, состоя в распоряжении главнокомандующего действующей армией, участвовал в сражении под Вайценом и при Дебречине.
По окончании этой кампании Ланской был в 1850 году назначен председателем комитета, учрежденного для составления проекта ремонтирования кавалерии, а в 1854 году командующим всеми резервами и запасными гвардейскими эскадронами и резервной бригадой 1-й кавалерийской дивизии, в 1855 году — вновь командиром гвардейского резервного кавалерийского корпуса с производством в генералы от кавалерии; кроме того он был назначен членом комитета по составлению воинского устава строевой кавалерийской службы.
В 1856 году Ланской командовал войсками, оставшимися в Санкт-Петербурге, и в том же году назначен членом Военного совета с оставлением по гвардейской кавалерии. В 1862 году он был назначен инспектором войск и председателем комиссии для рассмотрения и обсуждения вопросов по ремонтированию кавалерии. Ланской сопутствовал императору Александру II в Пруссию, где принимал участие в больших маневрах, ездил с великим князем Михаилом Павловичем в Голландию и Англию, инспектировал в 1863 и 1865 годах разные части войск.

Среди прочих наград Ланской имел ордена св. Станислава 1-й степени (1832 год), св. Георгия 4-й степени (3 декабря 1834 года, за беспорочную выслугу 25 лет в офицерских чинах, № 4938 по кавалерскому списку Григоровича — Степанова), св. Анны 1-й степени (1835 год, императорская корона к этому ордену пожалована в 1842 году), св. Владимира 2-й степени (1844 год), Белого Орла (1846 год), св. Александра Невского (1863 год, алмазные знаки к этому ордену пожалованы в 1866 году). По свидетельству племянницы А. Араповой:
Дядя был большой знаток и любитель лошадей. Выездкой он мог поспорить с самым опытным берейтором, за что пользовался особым расположением великого князя Михаила Павловича, который ценил его знания и любовь к службе. Его вспыльчивый характер и горячий нрав служил богатой темой для разных анекдотов. Зла он не помнил, и гнев его никогда не был продолжителен. Доступный для всех, он всей душой был рад помочь всякому и во всех вверенных ему должностях пользовался искренней любовью своих подчиненных.
По словам современника, Ланской очень часто позволял себе такие вещи, которые показывали в нем полнейшее отсутствие способности владеть собою. На учениях в манеже он мог пронзительным голосом не переставая  кричать, в течение нескольких часов, бегая с бичом с одного конца манежа до другого. Все теряли головы, никто не знал, чего генерал требует. Лошади, напуганные хлопаньем его бича, метались, как угорелые, и из всего этого происходила невообразимая неурядица. Относясь с запальчивостью к людям, Ланской также горячо обращался и с несчастными животными, попадавшими ему на выездку. Цуки капцуном, бич, хлыст, шпоры, все пускалось в дело, чтобы заставить лошадь делать то, чего он хотел.
Умер 25 января (6 февраля) 1873 года в Неаполе, где навещал разбитого параличом старшего сына. Тело Ланского было перевезено в Петербург и 22 февраля 1873 года предано земле в Александро-Невской лавре на Лазаревском кладбище, рядом с захоронением второй супруги.

## Семья
Был дважды женат:

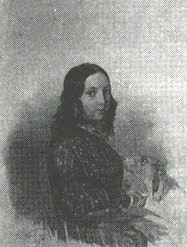
Надежда Николаевна на рисунке К. А. Горбунова (1841)

1. жена (с 31 октября 1828 года)[5] — Надежда Николаевна Маслова (1804—09.06.1874), в первом браке с 1823 года была за Александром Михайловичем Полетикой, однако, брак продлился недолго и был расторгнут при загадочных обстоятельствах на основании недействительности. Несмотря на развод и женитьбу бывшего мужа на Идалии Обертей, сохраняла с ним самые дружеские отношения, он был почти домашним человеком в её доме. В 1828 году вышла замуж за его сослуживца Ланского. Мать его, Елизавета Романовна, воспротивилась этому выбору и наотрез отказала в своем согласии, что привело к её полному разрыву с сыном. В 1842 году Надежда Николаевна, бросив двух сыновей и мужа, уехала за границу с секретарем неаполитанского посольства графом Луиджи Гриффео. Её побег вызвал громкий скандал в обществе, а бракоразводное дело с Ланским тянулось более 20 лет. Оставленная любовником, жила во Франции на пенсию, полученную от Ланского. Умерла от рака в Париже и была похоронена на католическом кладбище Монмартр.
  - Николай Павлович (183. — после 1873), выпускник Пажеского корпуса, корнет Лейб-гвардии Гусарского полка, с 1864 года в отставке. Художник-любитель, среди его работ много портретов членов семьи Ланских, Гончаровых и Пушкиных.
  - Павел Павлович (1837—1901), воспитывался в доме дяди и его жены Н. Н. Пушкиной. Выпускник Пажеского корпуса, участвовал в кампании 1863 года; ротмистр, военный агент в Гааге, с  1878 года полковник. Был женат на Софье Васильевне Энгельгардт.
2. жена — Евдокия Васильевна Маслова (? — 08.06.1866), бедная родственница первой жены. Воспитывалась в доме Ланского, который после получения развода женился на ней, думая обеспечить её будущее посмертной пенсией. Но ему суждено было несколькими годами пережить её.